# 麥煥池
廣州雲吞麵大王，麥奀之父。據說為首創全鴨蛋幼麵及全蝦雲吞之鼻祖。其出品之麵質爽彈有蛋香，深得權貴青睞，盛極一時。就連南天王陳濟棠亦是其忠實顧客。
1938年，廣州淪陷，麥煥池避難至香港，及至五十年代末，因病辭世，一代雲吞麵大王的傳奇，從此畫上句號。
- 雲吞麵：廣東人的故鄉情結